# الن لته
الن لته (انگلیسی: Elene Lete؛ زادهٔ ۷ مهٔ ۲۰۰۲) بازیکن فوتبال اهل اسپانیا است.